# Pourriture de la gaine du riz
La pourriture de la gaine du riz est une maladie cryptogamique et bactérienne qui affecte les cultures de riz (Oryza sativa) dans la plupart des régions rizicoles du monde. Cette maladie est causée par un complexe d'espèces principalement fongiques mais aussi bactériennes. Les principaux agents phytopathogènes concernés sont Sarocladium oryzae, des espèces du genre Fusarium appartenant au complexe d'espèces, Fusarium fujikuroi, et Pseudomonas fuscovaginae, espèce de gammaprotéobactéries souvent considérée comme responsable d'une maladie distincte, la pourriture brune de la gaine affectant le riz et le blé. 